# Madagascar (franchise)

Madagascar is een Amerikaanse computer geanimeerde franchise geproduceerd door DreamWorks Animation, die ooit begon in 2005 met de film Madagascar en gaat over een aantal dieren van Central Park Zoo in New York die de orde in de stad verstoren en waardoor ze worden teruggestuurd naar waar ze ooit vandaan kwamen. Per ongeluk komen ze in Madagaskar terecht, dat ook verwijst naar de titel van de film. De filmregisseurs Tom McGrath en Eric Darnell bedachten de franchise. In 2008 verscheen het vervolg Madagascar: Escape 2 Africa en in 2012 het derde deel Madagascar 3: Europe's Most Wanted. Een spin-off van de filmreeks met de titel Penguins of Madagascar werd in 2014 uitgebracht. De belangrijkste stemmen werden ingesproken door Ben Stiller als Alex de Leeuw, Chris Rock als Marty de zebra, David Schwimmer als Melman de giraffe, Jada Pinkett Smith als Gloria het Nijlpaard, Sacha Baron Cohen als King Julien XIII (Nederlands: Koning Julien XIII) een ringstaartmaki en koning van de lemuren op Madagaskar, Cedric the Entertainer als Maurice het vingerdier en Andy Richter als Mort de muismaki. De stemmen van de pinguïns werden vertolkt door makers van DreamWorks Animation bestaande uit Tom McGrath als Skipper, Chris Miller als Kowalski, Christopher Knights als Private (Nederlands: Junior) en stemacteur John DiMaggio als Rico. Terugkerende rollen waren ook voor Conrad Vernon als Mason de chimpansee, de andere chimpansee met de naam Phil maakte zichzelf verstaanbaar met gebarentaal. In de eerste twee films vertolkte Eilisa Gabrielli de stem van  Nana, de meppende vrouw.
Door het filmsucces verschenen er ook drie korte films The Madagascar Penguins in a Christmas Caper, Merry Madagascar en Madly Madagascar waarvan de laatste twee op televisie in première gingen. Tussen 2008 en 2012 bracht Nickelodeon Animation Studios in samenwerking met DreamWorks Animation de animatieserie De pinguïns van Madagascar uit en tussen 2013 en 2015 Nicktoons, met de pinguïns uit de filmreeks Madagascar in de hoofdrol. Tussen 2014 en 2017 verscheen een nieuwe animatieserie gebaseerd op de filmreeks en de vorige serie met de titel All Hail King Julien (Nederlands: Lang leve koning Julien) door Netflix in samenwerking met DreamWorks Animation. In beide series werden de originele stemmen van King Julien XIII en Maurice uit de filmreeks vervangen door de stemacteurs Danny Jacobs en Kevin Michael Richardson. Tussen 2020 en 2022 bracht DreamWorks Animation Television in samenwerking met Hulu en Peacock de animatieserie Madagascar: A Little Wild uit, die een prequel is op de film uit 2005. Ook werden er negen computerspellen uitgebracht die gebaseerd zijn op de franchise.
De filmreeks, inclusief de spin-offfilm had een totale opbrengst van ruim 2,2 miljard Amerikaanse dollar.

## Films

### Madagascar (2005)
Madagascar is een Amerikaanse computeranimatiefilm uit 2005 onder regie van Eric Darnell en Tom McGrath en ging op 25 mei 2005 in première. Het werd genomineerd voor 32 prijzen, waarvan het er 4 won waaronder twee Kids Choice Awards.
In Central Park Zoo in New York wil Marty de zebra ontsnappen om in het wild te kunnen leven. Dit doet hij samen met twee apen en vier pinguïns. Zijn vrienden Alex de leeuw, Melman de giraffe en Gloria het Nijlpaard proberen Marty terug te halen. Dit wordt een chaos en de dierentuin en het stadsbestuur besluiten de dieren terug te sturen naar Afrika. Door schipbreuk spoelen ze aan op het eiland Madagaskar. Daar worden ze verwelkomd door een groep lemuren onder leiding van Koning Julien XIII.
De film was een commercial succes, met een budget van $75 miljoen en een opbrengst van $532.7 miljoen. Hiermee is het de 6e succesvolste film van 2005.

### Madagascar: Escape 2 Africa (2008)
Madagascar: Ecsape 2 Africa is een Amerikaanse computeranimatiefilm uit 2008 onder regie van Eric Darnell en Tom McGrath en ging op 30 oktor 2008 in première. Het werd genomineerd voor 12 prijzen, waarvan het er 3 won waaronder een Kids' Choice Award.
De hoofdrolspelers uit de eerste film gaan samen met koning Julien XIII, Maurice en Mort terug naar hun vertrouwde plek Central Park Zoo. Met een oud vliegtuigje vliegen ze terug onder leiding van de pinguïns. Door weinig brandstof storten ze neer in Afrika. Daar ontmoet Alex zijn familie en hij ontdekt dat de leeuw zijn daar anders is dan in de dierentuin.
De film was ook een commercieel succes, met een budget van $150 miljoen en een opbrengst van $603.3 miljoen. Hiermee is het de 6e succesvolste film van 2008.

### Madagascar 3: Europe's Most Wanted (2012)
Madagascar 3: Europe's Most Wanted is een Amerikaanse computeranimatiefilm uit 2012 onder regie van Eric Darnell, Tom McGrath en Conrad Vernon en ging op 18 mei 2012 in première op het filmfestival van Cannes. Het werd genomineerd voor 22 prijzen, waarvan het er 1 won.
Met een nieuwe poging om uit Afrika te komen, om naar New York te kunnen vliegen wordt voor Alex een nachtmerrie als hij wakker wordt en ontdekt de pinguïns in Monte Carlo zijn. Alex, Marty, Melman en Gloria besluiten de pinguïns achter naar te reizen om zo nog te kunnen vliegen naar New York. Daar worden ze achtervolgt door Franse dierenjagers onder leiding van commandant Chantel DuBois. Undercover in een circus blijkt hun enige redding die door Europa reist. Als ze ontdekken dat het noodlijdend circus in Londen met succes moet worden ontvangen om zo de volgende reis naar New York te kunnen garanderen, doen ze er alles aan om van het circus weer een succes te maken. Ook als ze weer in New York zijn doet Chantel Dubois er alles aan om de dieren te vangen.
De film was niet alleen een commercial succes maar werd ook het meest positief ontvangen. Het had een budget van $145 miljoen en een opbrengst van $746.9 miljoen. Hiermee is het de 8e succesvolste film van 2012.

## Spin-offfilm

### Penguins of Madagascar (2014)
Penguins of Madagascar is een Amerikaanse computeranimatiefilm uit 2014 onder regie van Eric Darnell en Simon J. Smith en ging op 8 november 2014 in première. Het werd genomineerd voor 6 prijzen.
De pinguïns Skipper, Kowalski, Rico en Private (Junior) worden superspionnen. Samen met de geheime dienst North Wind onder leiding van agent Classified, een wolf, vormen ze een elite eenheid om de schurk Dave, een octopus, alias Dr. Octavius Brine uit te schakelen. Deze schurk wil de wereld vernietigen.
Het had een budget van $135 miljoen en een opbrengst van $373.0 miljoen. Hiermee is het de 18e succesvolste film van 2014.

## Korte films

### The Madagascar Penguins in a Christmas Caper (2005)
The Madagascar Penguins in a Christmas Caper is een Amerikaanse korte film uit 2005 onder regie van Gary Trousdale en ging op 7 oktober 2005 in première. De film was bedoeld als voorfilm van The Curse of the Were-Rabbit en werd ook toegevoegd aan de latere edities van de dvd van de oorspronkelijke film Madagascar.
De jongste pinguïn Private (Junior) gaat enkele dagen voor kerst een cadeau kopen voor de eenzame ijsbeer. Tijdens het uitstapje gaat er van alles mis en komt uiteindelijk terecht in een sok aan de schoorsteen bij een oude vrouw. De andere drie pinguïns komen erachter dat hij weg is en gaan hem zoeken.

### Merry Madagascar (2009)
Merry Madagascar in een Amerikaanse korte film uit 2009 onder regie van David Soren en ging op 17 november 2009 in première op de Amerikaanse televisie. Het werd genomineerd voor 6 prijzen, waarvan het er 1 won (een Annie Award).
De film speelt zich af rond Kerstmis ergens tussen de eerste en tweede film. De Kerstman komt op bezoek bij de dieren op het eiland Madagaskar. Hij maakt een ongelukkige landing met zijn arrenslee en met een bult op zij hoofd lijdt hij aan geheugenverlies. Alex, Marty, Melman en Gloria nemen de taak van de Kerstman over en vliegen met de slee de hele wereld over om cadeautjes voor alle kinderen te bezorgen.

### Madly Madagascar (2013)
Madly Madagascar is een Amerikaanse korte film uit 2013 onder regie van David Soren en ging op 29 januari 2013 in première op de Amerikaanse televisie.
In de film draai alles om Valentijnsdag en speelt zich af tussen de tweede en derde film. Per ongeluk komt koning Julien XIII in het bezig van een flesje met een magisch liefdesdrankje erin, Love Potion No. 9. Hierdoor ontstaat er bij de dieren grote belangstelling naar het parfumflesje. Ze willen allemaal een beetje van het flesje en dat heeft consequenties want Marty heeft een oogje op een okapi en Skipper riskeert zijn leven voor een Hawaï poppetje.

## Televisieseries

### De pinguïns van Madagascar (2008–2015)
De pinguïns van Madagascar (Engels: The Penguins of Madagascar) is een Amerikaanse computeranimatieserie gebaseerd op de pinguïns uit de filmreeks Madagascar en ging op 29 november 2008 in première op Nickelodeon. De serie was tot en met 2012 te zien op de zender. In 2013 nam Nicktoons de serie over en de laatste aflevering was in 2015. Het werd genomineerd voor 53 prijzen, waarvan het er 20 won waaronder 11 Emmy Awards.
In de serie beleven de pinguïns Skipper, Kowalski, Rico en Private (Junior), de twee chimpansees Mason en Phil en de dieren van Madagaskar Koning Julien XIII, Maurice en Mort avonturen in Central Park Zoo in New York. De hoofdpersonen komen in de serie niet voor omdat ze nog in Afrika zitten. De nieuwe personages Marlene de otter, Roger de alligator, Joey de kangoeroe, de twee gorilla's Bada en Bing en de verzorgster Alice voegde zich toe aan oude personages.

### All Hail King Julien (2014–2017)
All Hail King Julien (Nederlands: Lang leve koning Julien) is een Amerikaanse computeranimatieserie gebaseerd op de Madagascar films en ging op 19 december 2014 in première op Netflix. Het werd genomineerd voor 20 prijzen, waarvan het er 5 won (vijfmaal een Emmy Award).
De serie speelt zich af voor de gebeurtenissen van de eerste Madagascar film. Koning Julien XII geeft zijn troon aan zijn neefje prins Julien XIII omdat hij denkt dat het anders slecht met hem zal aflopen. Julien XIII is egoïstisch en een feestbeest die in vele problemen komt. Hierdoor probeert zijn oom de benoeming ongedaan te maken.

### Madagascar: A Little Wild (2020–2022)
Madagascar: A Little Wild (Nederlands: Madagascar: Een Beetje Wild) is een Amerikaanse computeranimatieserie gebaseerd op de Madagascar films en ging op 7 september 2020 in première op Hulu en Peacock. Het werd genomineerd voor 10 prijzen, waarvan het er 1 won (een Kidscreen Award).
De serie speelt zich af voor de gebeurtenissen van de eerste Madagascar film en de serie All Hail King Julien. De serie volgt de vier hoofdpersonages Alex, Marty, Melman en Gloria in hun avonturen als jonge dieren in en uit de Central Park Zoo in New York. De serie is meer gericht op jongere kinderen dan de rest van de franchise.

## Rolverdeling
| Personage        | Filmreeks              | Filmreeks                                          | Filmreeks                                 | Spin-offfilm                  | Korte films                                         | Korte films             | Korte films             | Televisieseries                        | Televisieseries                  | Televisieseries                       |
| Personage        | Madagascar (2005)      | Madagascar: Escape 2 Africa (2008)                 | Madagascar 3: Europe's Most Wanted (2012) | Penguins of Madagascar (2014) | The Madagascar Penguins in a Christmas Caper (2005) | Merry Madagascar (2009) | Madly Madagascar (2013) | De pinguïns van Madagascar (2008–2012) | All Hail King Julien (2014–2017) | Madagascar: A Little Wild (2020–2022) |
| ---------------- | ---------------------- | -------------------------------------------------- | ----------------------------------------- | ----------------------------- | --------------------------------------------------- | ----------------------- | ----------------------- | -------------------------------------- | -------------------------------- | ------------------------------------- |
| Alex             | Ben Stiller            | Ben Stiller, Dempsey Stiller & Declan Swift (jong) | Ben Stiller                               | stille cameo                  | stille cameo                                        | Ben Stiller             | Ben Stiller             | Wally Wingert                          |                                  | Tucker Chandler                       |
| Marty            | Chris Rock             | Chris Rock, Thomas Stanley (jong)                  | Chris Rock                                | stille cameo                  | stille cameo                                        | Chris Rock              | Chris Rock              |                                        |                                  | Amir O'Neil                           |
| Melman           | David Schwimmer        | David Schwimmer, Zachary Gordon (jong)             | David Schwimmer                           | stille cameo                  | stille cameo                                        | David Schwimmer         | David Schwimmer         |                                        |                                  | Luke Lowe                             |
| Gloria           | Jada Pinkett Smith     | Jada Pinkett Smith, Willow Smith (jong)            | Jada Pinkett Smith                        | stille cameo                  | stille cameo                                        | Jada Pinkett Smith      | Jada Pinkett Smith      |                                        |                                  | Shaylin Becton                        |
| Julien           | Sacha Baron Cohen      | Sacha Baron Cohen                                  | Sacha Baron Cohen                         | Danny Jacobs                  |                                                     | Danny Jacobs            | Danny Jacobs            | Danny Jacobs                           | Danny Jacobs                     |                                       |
| Maurice          | Cedric the Entertainer | Cedric the Entertainer                             | Cedric the Entertainer                    |                               |                                                     | Cedric the Entertainer  | Cedric the Entertainer  | Kevin Michael Richardson               | Kevin Michael Richardson         |                                       |
| Mort             | Andy Richter           | Andy Richter                                       | Andy Richter                              | Andy Richter                  |                                                     | Andy Richter            | Andy Richter            | Andy Richter                           | Andy Richter                     |                                       |
| Skipper          | Tom McGrath            | Tom McGrath                                        | Tom McGrath                               | Tom McGrath                   | Tom McGrath                                         | Tom McGrath             | Tom McGrath             | Tom McGrath                            |                                  |                                       |
| Kowalski         | Chris Miller           | Chris Miller                                       | Chris Miller                              | Chris Miller                  | Chris Miller                                        | Chris Miller            | Chris Miller            | Jeff Bennett                           |                                  |                                       |
| Private (Junior) | Christopher Knights    | Christopher Knights                                | Christopher Knights                       | Christopher Knights           | Christopher Knights                                 | Christopher Knights     | Christopher Knights     | James Patrick Stuart                   |                                  |                                       |
| Rico             | Jeffrey Katzenberg     | John DiMaggio                                      | John DiMaggio                             | Conrad Vernon                 | John DiMaggio                                       | stille cameo            | stille cameo            | John DiMaggio                          |                                  |                                       |
| Mason            | Conrad Vernon          | Conrad Vernon                                      | Conrad Vernon                             |                               | stille cameo                                        |                         | Conrad Vernon           | Conrad Vernon                          |                                  |                                       |
| Phil             | stille cameo           | stille cameo                                       | stille cameo                              |                               | stille cameo                                        |                         | stille cameo            | stille cameo                           |                                  |                                       |
| Nana             | Elisa Gabrielli        | Elisa Gabrielli                                    |                                           |                               | Elisa Gabrielli                                     |                         |                         |                                        |                                  |                                       |
| Santa Claus      |                        |                                                    |                                           |                               |                                                     | Carl Reiner             |                         | Carl Reiner                            |                                  |                                       |

## Computerspellen

### Madagascar (2005)
Madagascar is een action-adventurespel, gebaseerd op de eerste langspeelfilm in deze franchise. Het computerspel werd uitgebracht door Activision op 23 mei 2005. Het is beschikbaar voor Gamecube, PS2, Microsoft Windows (Personal computer pc), Xbox, Nintendo DS en GBA.

### Madagascar: Operation Penguin (2005)
Madagascar: Operation Penguin is een actiespel, gebaseerd op de eerste langspeelfilm. Het computerspel werd uitgebracht door Activision op 28 oktober 2005. Het is beschikbaar voor GBA.

### Madagascar: Escape 2 Africa (2008)
Madagascar: Escape 2 Afrika is een action-adventurespel, gebaseerd op de tweede langspeelfilm. Het computerspel werd uitgebracht door Activision op 4 november 2008. Het is beschikbaar voor Microsoft Windows (pc), Nintendo DS, PlayStation 2, PlayStation 3, Wii en Xbox 360.

### Madagascar Kartz (2009)
Madagascar Kartz is een racespel en is het tweede spel van de vervolg film uit de Madagascar serie. Het computerspel werd uitgebracht door Activision op 27 oktober 2009. Het is beschikbaar voor Nintendo DS, PlayStation 3, Wii en Xbox 360.

### The Penguins of Madagascar (2010)
The Penguins of Madagascar is een spel ontwikkeld door THQ en gebaseerd op de gelijknamige animatieserie op Nickelodeon. Het computerspel werd uitgebracht op 2 november 2010. Het is beschikbaar voor Nintendo DS en Nintendo DSi.

### The Penguins of Madagascar: Dr. Blowhole Returns - Again! (2011)
The Penguins of Madagascar: Dr. Blowhole Returns - Again! is een actiespel en is de tweede spel gebaseerd op de gelijknamige animatieserie. Het computerspel werd uitgebracht door Activision en THQ op 6 september 2011. Het is beschikbaar voor Nintendo DS, PlayStation 3, Wii en Xbox 360.

### Dreamworks Super Star Kartz (2011)
DreamWorks Super Star Kartz is een racespel uitgebracht door Activision op 15 november 2011. Het is beschikbaar voor Nintendo DS, Nintendo Wii, Nintendo 3DS, PS3 en Xbox 360. Het computerspel is behalve Madagascar ook gebaseerd op Shrek, Monsters vs. Aliens en How to Train Your Dragon. Dit was het laatste computerspel van DreamWorks Animation in samenwerking met Activision.

### Madagascar 3: The Video Game (2012)
Madagascar 3: The Video Game is een action-adventurespel, gebaseerd op de derde film uit de filmreeks Madagascar. Het computerspel werd uitgebracht door D3 Publisher op 5 juni 2012. Het is beschikbaar voor Nintendo DS, Nintendo 3DS, PlayStation 3, Wii en Xbox 360.

### Penguins of Madagascar (2014)
Penguins of Madagascar is een spel, gebaseerd op de gelijknamige spin-offfilm van Madagascar. Het computerspel werd uitgebracht door Little Orbit op 25 november 2014. Het is beschikbaar voor Nintendo 3DS, Wii en Wii U.

## Soundtracks

### Madagascar (2005)
Het soundtrackalbum van de gelijknamige film werd op 24 mei 2005 uitgebracht door Geffen Records. De originele filmmuziek werd gecomponeerd door Hans Zimmer. Sacha Baron Cohen zong als King Julien het nummer I Like to Move It in een nieuwe versie. Het album was goed voor plaats 36 in de Amerikaanse Billboard 200.

### Madagascar: Escape 2 Africa (2008)
Het soundtrackalbum werd op 4 november 2008, gelijktijdig met de film in de Verenigde Staten uitgebracht door Interscope Records. Het album bevat de originele filmmuziek van Hans Zimmer. Ook de Amerikaanse rapper will.i.am zong een aantal liedjes speciaal voor de film. Het album bereikte plaats 148 in de Amerikaanse Billboard 200.

### Madagascar 3: Europe's Most Wanted (2012)
Het derde soundtrackalbum verscheen op 5 juni 2012 door Interscope Records. Het album bevat wederom filmmuziek van Hans Zimmer. De acteurs die de stemmen verzorgde in de film, Danny Jacobs, Chris Rock en Frances McDormand zongen ook een aantal liedjes. In 2012 stond het album op plaats 162 in de Amerikaanse Billboard 200.

### Penguins of Madagascar (2014)
Het soundtrackalbum werd op 21 november 2014 uitgebracht door Relativity Music Group. Het album bevat de originele filmmuziek die gecomponeerd werd door Lorne Balfe.

## Attractieparken

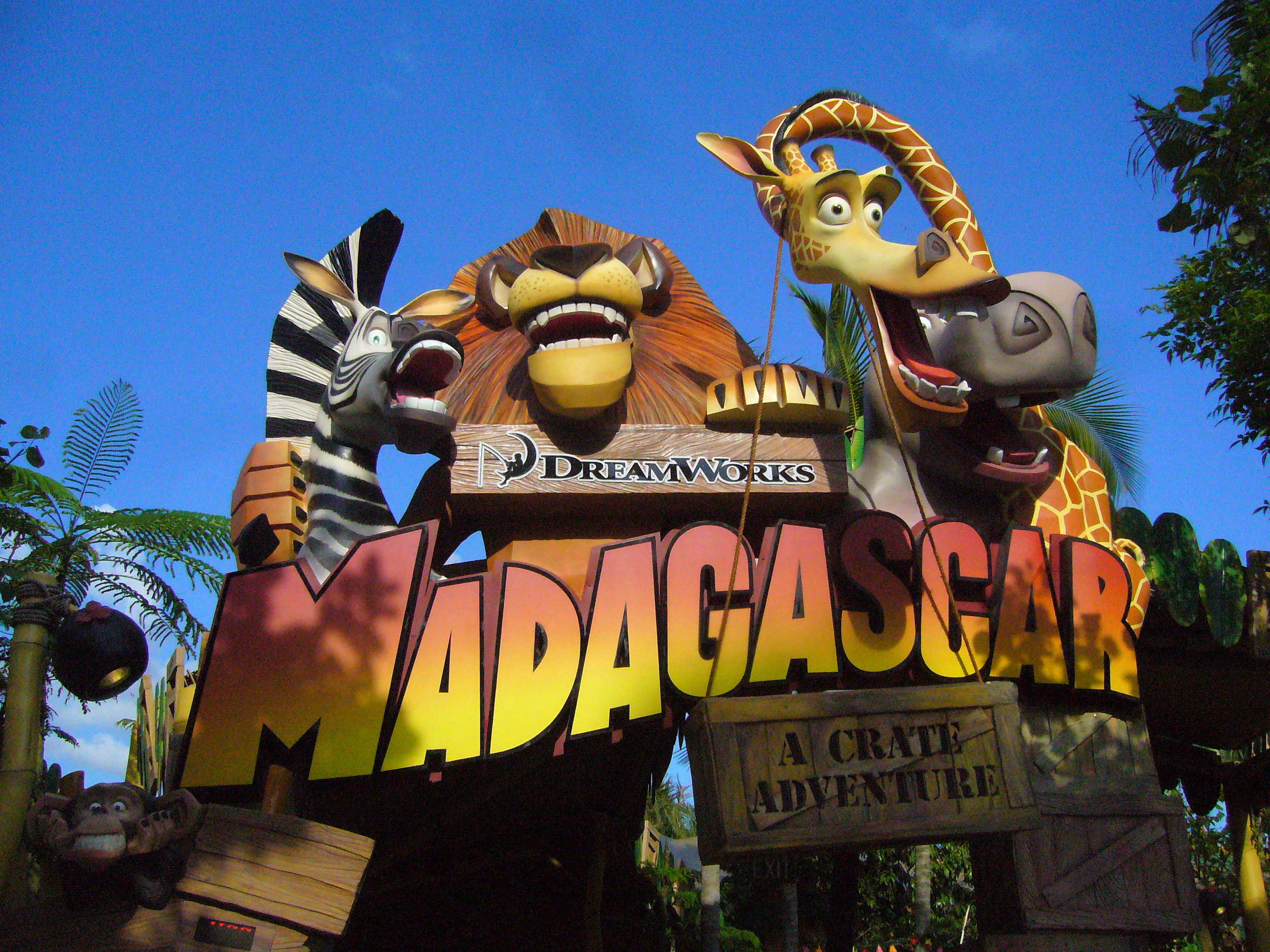
Madagascar: A Crate Adventures in Universal Studios Singapore.

### Universal Studios Singapore
Sinds 2009 is in het attractiepark Universal Studios Singapore op het eiland Sentosa in Singapore, het thema Madagascar te zien dat deel uitmaakt van een van de zeven thema's in het park. Attracties zijn onder andere een wildwaterbaan Madagascar: A Crate Adventure, een draaimolen King Julien's Beach Party-Go-Round en een retail outlet Penguin Mercantile.

### Dreamworld
In 2012 opende het attractiepark Dreamworld in Gold Coast in Australië een gedeelte van het park met het thema DreamWorks Experience, waarvan een van de drie gebieden met Madagascar Madness bestaande uit een hangende achtbaan Escape from Madagascar, een show stage King Julien's theatre in the Wild, een speeltuin MAD Jungle Jam en een merchandise winkel Madagascar Cargo Hold.